# Franz Kreisel
Temple de la renommée allemand :
Franz Kreisel (né le 6 janvier 1890, mort le 18 novembre 1960 à Garmisch-Partenkirchen) est un joueur professionnel, entraîneur et arbitre allemand de hockey sur glace.

## Carrière
Franz Kreisel est l'un des cofondateurs de la section de hockey sur glace du SC Riessersee en 1923. Avec cette équipe, il devient championnat d'Allemagne en 1927 (de). Il débute en 1913 au MTV München 1879 puis finit au Münchener EV en 1933 après avoir perdu en finale du championnat l'année précédente (de).
Franz Kreisel fait partie de  l'équipe nationale Jeux olympiques de 1928 à Saint-Moritz. Au championnat du monde 1930, l'Allemagne remporte la médaille d'argent et est la meilleure équipe européenne. Au Championnat d'Europe 1927, elle prend la médaille de bronze. Kreisel participe aussi au championnat d'Europe 1929.
Après sa carrière de joueur, il est entraîneur du SC Riessersee de 1945 à 1947 et fait partie de la direction sportive de 1924 à 1949. En outre, il est l'un des arbitres de la compétition de hockey sur glace aux Jeux olympiques d'hiver 1936 à Garmisch-Partenkirchen.